# Max Baruch
Max Baruch (geboren am 11. Januar 1883 in Gnesen; gestorben 1938 in New York City) war ein deutschamerikanischer Chirurg und Hochschullehrer.

## Leben
Er war der Sohn des Baumeisters Lipman Baruch und dessen Ehefrau Friederike geborene Zoellner. Nach dem Besuch des Gymnasiums in Thorn studierte Max Baruch an der Universität München Medizin und wechselte später an die Universitäten in Berlin und in Freiburg im Breisgau. 1908 legte er das Staatsexamen ab und wurde Assistent an der Chirurgischen Universitätsklinik in Berlin. 1910 wechselte er als Assistent an die Chirurgische Universitätsklinik nach Breslau.
Gemeinsam mit seiner Familie immigrierte Max Baruch 1925 in die USA. Sie ließen sich dort in New York City nieder. Dort wurde Max Baruch Dozent für Chirurgie an der Universität New York und gleichzeitig Chef der chirurgischen Abteilung der dortigen Vanderbilt Clinic. Er war promoviert und trug den deutschen Titel Medizinalrat.
Seine 1922 geborene Tochter Ruth-Marion Baruch wurde Fotografin. Kurz nachdem Max Baruch erlebte, wie diese mit 14 Jahren ihr erstes Theaterstück am New Yorker Emanu-El mit dem Titel „Middle Ages Returning“ schrieb und inszenierte, starb er 1938.
Er war Mitglied der Deutschen Gesellschaft für Chirurgie.

## Werke
Max Baruch publizierte in Deutschland und später in den USA zu allen Gebieten der Chirurgie. Dazu zählen beispielsweise:
- Der heutige Stand der Bierschen Stauungs-hyperämie-Behandlung, in: Ergebnisse der Chirurgie und Orthopädie, 2. Band, 1911, S. 87–130.[2]
- Über den Paratyphusbacillus B als Erreger pyogener Erkrankungen, in: Bruns Beiträge zur klassischen Chirurgie, 1920.
- (mit Otto Wilhelm Madelung, Carl Adrian und Viktor Hinsberg): Die Chirurgie des Abdominaltyphus, Teil 1, Stuttgart: F. Enke, 1923.
- (mit Otto Wilhelm Madelung, Carl Adrian und Viktor Hinsberg): Die Chirurgie des Abdominaltyphus, Teil 2, Stuttgart: F. Enke, 1923.
- Über eine direkte Anästhesie der Bauchhöhle, in: Zentralblatt Chirurgie 1931, S. 821–823, 1173–1175.

## Ehrungen
- Eisernes Kreuz, I. Klasse

## Familie
Er heiratete am 2. Januar 1919 Bertie, die Tochter von Jacob und Cecilie Zweigenhaft.